# Émirats arabes unis aux Jeux paralympiques d'été de 2016
La Émirats arabes unis participe aux Jeux paralympiques d'été de 2016 à Rio de Janeiro. Il s'agit de la septième participation de ce pays aux Jeux paralympiques d'été.